# Бондарев, Гавриил Сергеевич
Гаврии́л Серге́евич Бо́ндарев (1911—1999) — советский военнослужащий. В Рабоче-крестьянской Красной армии служил в 1933—1935 и 1941—1945 годах. Воинская специальность — сапёр. Участник Великой Отечественной войны. Полный кавалер ордена Славы. Воинское звание на момент демобилизации — сержант.

## Биография

### До войны
Гавриил Сергеевич Бондарев родился 25 июля (12 июля — по старому стилю) 1911 года в деревне Ветчанное Касимовского уезда Рязанской губернии Российской империи (ныне деревня Ветчаны Клепиковского района Рязанской области России) в крестьянской семье Сергея Григорьевича и Натальи Степановны Бондаревых. Русский. Окончил три класса начальной школы в 1921 году. До конца 1920-х годов помогал отцу вести крепкое крестьянское хозяйство.
Во время коллективизации в Ветчанах был организован колхоз, который, однако, функционировал лишь формально. Бондаревы, как и их соседи, фактически оставались крестьянами-единоличниками. В 1930 году вследствие ужесточения государственной политики в Тумском районе Рязанской области произошли крестьянские выступления против насильственной коллективизации, раскулачивания и закрытия церквей. Беспорядки коснулись и деревни Ветчаны. После усмирения бунта власти возбудили уголовное дело и начали следственные действия. Бондаревы среди активных участников волнений не значились, но Гавриил Сергеевич по настоянию родителей всё же покинул деревню. Около двух лет он жил в Коломне. Работал плотником на городских стройках. В 1932—1935 годах проходил срочную службу в армии. После демобилизации вернулся на родину. До войны работал плотником в колхозе «Новая жизнь».

### На фронтах Великой Отечественной войны

Советские сапёры в освобождённом Смоленске

Вновь в Красную армию Г. С. Бондарев был призван в июне 1941 года Тумским районным военкоматом Рязанской области. В боях с немецко-фашистскими захватчиками с октября 1941 года. До весны 1942 года воевал на Северо-Западном фронте. Из строя выбыл по болезни. После излечения по состоянию здоровья на некоторое время был переведён на службу в тыл. Весной 1943 года Гавриил Сергеевич был направлен в 51-ю стрелковую дивизию, формирование которой завершалось в резерве Ставки Верховного Главнокомандования. К лету 1943 года он получил звание младшего сержанта и принял под командование отделение сапёрного взвода 348-го стрелкового полка.
Вновь в действующей армии Гавриил Сергеевич с июля 1943 года на Западном фронте. В августе — октябре он принимал участие в Смоленской операции. Осенью 1943 года 51-я стрелковая дивизия была переброшена на 1-й Прибалтийский фронт и 26 ноября включена в состав 4-й ударной армии. Части дивизии заняли позиции в Витебской области северо-западнее населённого пункта Сиротино. Младший сержант Г. С. Бондарев со своими бойцами работал на строительстве укреплений на участке своего полка, устанавливал инженерные заграждения, активно участвовал в минной войне, всегда в срок выполняя задания командования и демонстрируя образцы личного мужества и отваги. В ночь с 6 на 7 января 1944 года Гавриил Сергеевич в составе диверсионной группы ходил в тыл врага, где произвёл минирование объектов его инфраструктуры. Когда 3 марта сапёры противника проделали проход в минном поле на участке 8-й стрелковой роты, он, несмотря на сильный артиллерийско-миномётный и пулемётный обстрел, выдвинулся на передний край и заново произвёл минирование. 2 мая младший сержант Бондарев в районе деревни Ровное под шквальным ружейным огнём врага установил 58 фугасных мин перед оборонительными порядками своей пехоты, чем сорвал готовившуюся контратаку врага. Особенно Гавриил Сергеевич отличился при подготовке разведки боем, проведённой в конце мая 1944 года.

### Орден Славы III степени

Сапёры обследуют дорогу миноискателями ВИМ-203

В преддверии крупномасштабного наступления Красной армии в Белоруссии командование 6-й гвардейской армии, в состав которой с весны 1944 года входила 51-я стрелковая дивизия, активизировало разведывательные мероприятия на переднем крае противника. Силовую разведку решено было провести и на участке 348-го стрелкового полка в районе деревень Бочкны — Ясиневцы. Успешные действия стрелковых подразделений должны были обеспечить полковые сапёры, которым предстояло проложить путь своей пехоте к траншеям врага через систему своих и немецких инженерных заграждений. Ночь с 28 на 29 мая 1944 года выдалась напряжённой. Противник вёл интенсивный миномётный и пулемётный огонь по позициям полка, а когда отделение младшего сержанта Г. С. Бондарева уже выдвинулись на передний край, начался налёт немецких ночных бомбардировщиков. Но ни шквал огня, ни бомбёжка с воздуха не помешали сапёрам выполнить боевую задачу. При этом Гавриил Сергеевич со своими бойцами обезвредил 89 немецких мин и срезал несколько секций колючей проволоки. Через проделанный сапёрами проход штурмовой батальон полка сумел быстро достичь немецких позиций, и сняв боевое охранение врага, внезапно атаковал и взял штурмом его сильно укреплённые опорные пункты. За образцовое выполнение боевого задания командования приказом от 1 июня 1944 года младший сержант Г. С. Бондарев был награждён орденом Славы 3-й степени (№ 59849).

### Орден Славы II степени
22 июня 1944 года войска 1-го Прибалтийского фронта перешли в наступление в рамках Витебско-Оршанской операции стратегического плана «Багратион». При прорыве обороны противника в районе населённого пункта Волотовки младший сержант Г. С. Бондарев со своим отделением разминировал три минных поля, обеспечив успешное наступление стрелковых рот своего полка без единой потери на инженерных заграждениях противника. На протяжении всей операции Гавриил Сергеевич со своими бойцами находился непосредственно в боевых порядках стрелковых соединений, умело организовывал работу своих подчинённых и способствовал быстрому продвижению вперёд пехоты и техники. Неоднократно под сильным огнём противника сапёры скрытно выдвигались к укреплениям немцев и проделывали проходы в проволочных заграждениях и минных полях. Осуществляя инженерное сопровождение частей дивизии, отделение Бондарева вело инженерную разведку местности, ремонтировало дороги, оборудовало объезды и переправы, восстановило два моста через водные преграды, чем обеспечило высокий темп и скорость наступательных действий. За отличие в Витебско-Оршанской операции приказом от 30 августа 1944 года Г. С. Бондарев был награждён орденом Славы 2-й степени (№ 29617). Вскоре Гавриилу Сергеевичу было присвоено звание сержанта.

### Орден Славы I степени

Советские сапёры минируют передний край

Освободив северные области Белоруссии и восточные районы Литвы, 51-я стрелковая дивизия вступила на территорию Латвийской ССР и к началу сентября 1944 года вышла на подступы к городу Бауска. 2 сентября во время проведения разведки боем группа разведчиков обнаружила сосредоточение немецкой пехоты и танков в близлежащем лесном массиве. Стало ясно, что противник готовит контратаку на участке одного из батальонов 348-го стрелкового полка. Советские позиции ещё не были оборудованы в инженерном отношении, и отделение сержанта Г. С. Бондарева получило приказ заминировать танкоопасное направление. Передний край представлял собой открытую местность без единого естественного укрытия, по которой немцы вели интенсивный пулемётный и миномётный огонь. Действовать сапёрам пришлось днём на виду у противника. Выручали только высокая трава и редкий кустарник. Воодушевляя своих бойцов личным примером, Гавриил Сергеевич с восемью противотанковыми минами ползком выдвинулся на передний край, и прячась в высокотравье, быстро установил взрывные устройства. По примеру командира так же быстро и умело отработали сапёры его отделения. Задание было выполнено своевременно. Едва советские бойцы вернулись в свои траншеи, противник перешёл в контратаку. Несколько немецких танков на полном ходу устремились на позиции батальона, а за ними следовали цепи автоматчиков. Мин танкисты не опасались, так как местность, скорее всего, была предварительно обследована немецкими сапёрами. Поэтому подрыв двух головных машин стал для них полной неожиданностью. Противник пришёл в замешательство, а затем под шквалом артиллерийского и ружейно-пулемётного огня с советской стороны стремительно отступил на исходные позиции. Так благодаря героической работе сапёров были сорваны далеко идущие планы врага. За доблесть и мужество, проявленные при выполнении боевого задания, 9 сентября 1944 года командир 348-го стрелкового полка подполковник М. Т. Григорян представил сержанта Г. С. Бондарева к ордену Славы 1-й степени. Высокая награда была присвоена Гавриилу Сергеевичу указом Президиума Верховного Совета СССР от 24 марта 1945 года, но получить её на фронте сапёру было не суждено. В бою под Бауской он был тяжело ранен и контужен, и на фронт уже не вернулся. Орден Славы за номером 1853 нашёл героя только в 1946 году.

### После войны
До лета 1945 года сержант Г. С. Бондарев лечился в госпитале. После выписки из лечебного учреждения в августе 1945 года он был демобилизован. Вернувшись на Рязанщину, Гавриил Сергеевич поселился в посёлке Голованово. С 1946 года работал лесником в Головановском лесничестве Тумского лесхоза. За многолетний добросовестный труд в 1970 году был награждён медалью «За доблестный труд. В ознаменование 100-летия со дня рождения Владимира Ильича Ленина». С 1973 года Г. С. Бондарев на пенсии. Умер Гавриил Сергеевич 27 июня 1999 года. Похоронен на кладбище посёлка Голованово Клепиковского района Рязанской области.

## Награды
- Орден Отечественной войны 1-й степени (06.04.1985)[17]
- Орден Славы 1-й степени (24.03.1945)[11]
- Орден Славы 2-й степени (30.08.1944)[7]
- Орден Славы 3-й степени (01.06.1944)[9]
- Медали, в том числе:

Медаль «За отвагу» (08.04.1944)
Медаль «За победу над Германией в Великой Отечественной войне 1941—1945 гг.»
Медаль «За доблестный труд. В ознаменование 100-летия со дня рождения Владимира Ильича Ленина» (1970)

## Память
- Имя Г. С. Бондарева увековечено на аллее Героев Советского Союза и полных кавалеров ордена Славы в городе Спас-Клепики и на воинском мемориале в посёлке Тума[16].
- Мемориальная доска в честь Г. С. Бондарева установлена на фасаде конторы Тумского лесхоза в посёлке Тума[16].
- Фотография Г. С. Бондарева размещена на информационном щите «Герои Клепиковской земли» в посёлке Тума.

## Документы
- Общедоступный электронный банк документов «Подвиг Народа в Великой Отечественной войне 1941—1945 гг.» Дата обращения: 5 апреля 2014. Архивировано из оригинала 11 мая 2017 года. Номера в базе данных:

Орден Отечественной войны 1-й степени (архивный реквизит 1518233940).
Орден Славы 1-й степени (архивный реквизит 46570644).
Указ Президиума Верховного совета СССР от 24 марта 1945 года (архивный реквизит 46801369).
Список награждённых указом Президиума Верховного совета СССР от 24 марта 1945 года (архивный реквизит 46801764).
Орден Славы 2-й степени (архивный реквизит 32543959).
Орден Славы 3-й степени (архивный реквизит 33426595).
Медаль «За отвагу» (архивный реквизит 30291644).